# Popioły (gmina)
Popioły – dawna gmina wiejska istniejąca w latach 1934–1954 w woj. pomorskim/bydgoskim (dzisiejsze woj. kujawsko-pomorskie). Siedzibą władz gminy były Popioły. W latach powojennych siedziba gminy znajdowała się w Otłoczynie.
Gmina zbiorowa Popioły została utworzona 1 sierpnia 1934 w powiecie toruńskim w woj. pomorskim z dotychczasowych jednostkowych gmin wiejskich: Brzeczka, Grabie, Otłoczyn, Pieczenia i Popioły oraz z obszaru dworskiego Karczemka. 
Po wojnie gmina zachowała przynależność administracyjną. 6 lipca 1950 roku zmieniono nazwę woj. pomorskiego na bydgoskie. Według stanu z dnia 1 lipca 1952 roku gmina była podzielona na 2 gromady: Grabie i Otłoczyn. Gmina została zniesiona 29 września 1954 roku wraz z reformą wprowadzającą gromady w miejsce gmin. Jednostki nie przywrócono 1 stycznia 1973 roku po reaktywowaniu gmin.